# Estado de Oriente
El Estado de Oriente fue una antigua división administrativa de los Estados Unidos de Venezuela ubicada al noreste del país, entre el mar Caribe al norte, el río Orinoco al sur, el golfo de Paria y el Territorio Federal Delta Amacuro al este y los estados Guárico y Miranda al oeste.

## Historia
Fue creado en el 27 de abril de 1881 con el nombre de «Estado de Oriente» con capital en Cumaná por la unión de los estados Barcelona, Cumaná, y Maturín, que eran antiguamente provincias del país; por aquel entonces era uno de los nueve estados a los que se redujo el país. El estado fue renombrado a «Estado Bermúdez» el 16 de abril de 1891 y finalmente disuelto en 1901 en los tres estados originales. 